# Grand Prix Číny 2013
Grand Prix Číny 2013 (oficiálně 2013 Formula 1 UBS Chinese Grand Prix) se jela na okruhu Shanghai International Circuit v Šanghaji v Číně dne 14. dubna 2013. Závod byl třetím v pořadí v sezóně 2013 šampionátu Formule 1.

## Kvalifikace
| Poř.                       | No. | Jezdec              | Konstruktér          | Časy v kvalifikaci | Časy v kvalifikaci | Časy v kvalifikaci | Pořadí na startu |
| Poř.                       | No. | Jezdec              | Konstruktér          | Q1                 | Q2                 | Q3                 | Pořadí na startu |
| -------------------------- | --- | ------------------- | -------------------- | ------------------ | ------------------ | ------------------ | ---------------- |
| 1                          | 10  | Lewis Hamilton      | Mercedes             | 1:35.793           | 1:35.078           | 1:34.484           | 1                |
| 2                          | 7   | Kimi Räikkönen      | Lotus-Renault        | 1:37.046           | 1:35.659           | 1:34.761           | 2                |
| 3                          | 3   | Fernando Alonso     | Ferrari              | 1:36.253           | 1:35.148           | 1:34.788           | 3                |
| 4                          | 9   | Nico Rosberg        | Mercedes             | 1:35.959           | 1:35.537           | 1:34.861           | 4                |
| 5                          | 4   | Felipe Massa        | Ferrari              | 1:35.972           | 1:35.403           | 1:34.933           | 5                |
| 6                          | 8   | Romain Grosjean     | Lotus-Renault        | 1:36.929           | 1:36.065           | 1:35.364           | 6                |
| 7                          | 19  | Daniel Ricciardo    | Toro Rosso-Ferrari   | 1:36.993           | 1:36.258           | 1:35.998           | 7                |
| 8                          | 5   | Jenson Button       | McLaren-Mercedes     | 1:36.667           | 1:35.784           | 2:05.673           | 8                |
| 9                          | 1   | Sebastian Vettel    | Red Bull-Renault     | 1:36.537           | 1:35.343           | Bez času           | 9                |
| 10                         | 11  | Nico Hülkenberg     | Sauber-Ferrari       | 1:36.985           | 1:36.261           | Bez času           | 10               |
| 11                         | 14  | Paul di Resta       | Force India-Mercedes | 1:37.478           | 1:36.287           |                    | 11               |
| 12                         | 6   | Sergio Pérez        | McLaren-Mercedes     | 1:36.952           | 1:36.314           |                    | 12               |
| 13                         | 15  | Adrian Sutil        | Force India-Mercedes | 1:37.349           | 1:36.405           |                    | 13               |
| EX                         | 2   | Mark Webber         | Red Bull-Renault     | 1:36.148           | 1:36.679           |                    | PL               |
| 15                         | 16  | Pastor Maldonado    | Williams-Renault     | 1:37.281           | 1:37.139           |                    | 14               |
| 16                         | 18  | Jean-Éric Vergne    | Toro Rosso-Ferrari   | 1:37.508           | 1:37.199           |                    | 15               |
| 17                         | 17  | Valtteri Bottas     | Williams-Renault     | 1:37.769           |                    |                    | 16               |
| 18                         | 12  | Esteban Gutiérrez   | Sauber-Ferrari       | 1:37.990           |                    |                    | 17               |
| 19                         | 22  | Jules Bianchi       | Marussia-Cosworth    | 1:38.780           |                    |                    | 18               |
| 20                         | 23  | Max Chilton         | Marussia-Cosworth    | 1:39.537           |                    |                    | 19               |
| 21                         | 20  | Charles Pic         | Caterham-Renault     | 1:39.614           |                    |                    | 20               |
| 22                         | 21  | Giedo van der Garde | Caterham-Renault     | 1:39.660           |                    |                    | 21               |
| 107% času vítěze: 1:42.498 |     |                     |                      |                    |                    |                    |                  |
| Zdroj:                     |     |                     |                      |                    |                    |                    |                  |

Poznámky
1. ↑  Mark Webber byl z kvalifikace vyřazen kvůli neposkytnutí vzorku paliva. Zároveň musel kvůli výměně převodovky a změna nastavení startovat z boxové uličky.

## Závod
| Poř.   | No. | Jezdec              | Konstruktér          | Počet kol | Čas/Odstoupení      | Pořadí na startu | Body |
| ------ | --- | ------------------- | -------------------- | --------- | ------------------- | ---------------- | ---- |
| 1      | 3   | Fernando Alonso     | Ferrari              | 56        | 1:36:26.945         | 3                | 25   |
| 2      | 7   | Kimi Räikkönen      | Lotus-Renault        | 56        | +10.168             | 2                | 18   |
| 3      | 10  | Lewis Hamilton      | Mercedes             | 56        | +12.322             | 1                | 15   |
| 4      | 1   | Sebastian Vettel    | Red Bull-Renault     | 56        | +12.525             | 9                | 12   |
| 5      | 5   | Jenson Button       | McLaren-Mercedes     | 56        | +35.285             | 8                | 10   |
| 6      | 4   | Felipe Massa        | Ferrari              | 56        | +40.827             | 5                | 8    |
| 7      | 19  | Daniel Ricciardo    | Toro Rosso-Ferrari   | 56        | +42.691             | 7                | 6    |
| 8      | 14  | Paul di Resta       | Force India-Mercedes | 56        | +51.084             | 11               | 4    |
| 9      | 8   | Romain Grosjean     | Lotus-Renault        | 56        | +53.423             | 6                | 2    |
| 10     | 11  | Nico Hülkenberg     | Sauber-Ferrari       | 56        | +56.598             | 10               | 1    |
| 11     | 6   | Sergio Pérez        | McLaren-Mercedes     | 56        | +1:03.860           | 12               |      |
| 12     | 18  | Jean-Éric Vergne    | Toro Rosso-Ferrari   | 56        | +1:12.604           | 15               |      |
| 13     | 17  | Valtteri Bottas     | Williams-Renault     | 56        | +1:33.861           | 16               |      |
| 14     | 16  | Pastor Maldonado    | Williams-Renault     | 56        | +1:35.453           | 14               |      |
| 15     | 22  | Jules Bianchi       | Marussia-Cosworth    | 55        | +1 kolo             | 18               |      |
| 16     | 20  | Charles Pic         | Caterham-Renault     | 55        | +1 kolo             | 20               |      |
| 17     | 23  | Max Chilton         | Marussia-Cosworth    | 55        | +1 kolo             | 19               |      |
| 18     | 21  | Giedo van der Garde | Caterham-Renault     | 55        | +1 kolo             | 21               |      |
| Ret    | 9   | Nico Rosberg        | Mercedes             | 21        | Zavěšení            | 4                |      |
| Ret    | 2   | Mark Webber         | Red Bull-Renault     | 15        | Kolo                | 22               |      |
| Ret    | 15  | Adrian Sutil        | Force India-Mercedes | 5         | Poškození po kolizi | 13               |      |
| Ret    | 12  | Esteban Gutiérrez   | Sauber-Ferrari       | 4         | Kolize              | 17               |      |
| Zdroj: |     |                     |                      |           |                     |                  |      |

## Průběžné pořadí po závodě
Pohár jezdců
|   | Pořadí | Jezdec           | Body |
| - | ------ | ---------------- | ---- |
|   | 1      | Sebastian Vettel | 52   |
|   | 2      | Kimi Räikkönen   | 49   |
| 3 | 3      | Fernando Alonso  | 43   |
|   | 4      | Lewis Hamilton   | 40   |
|   | 5      | Felipe Massa     | 30   |

Pohár konstruktérů
|   | Pořadí | Konstruktér      | Body |
| - | ------ | ---------------- | ---- |
|   | 1      | Red Bull-Renault | 78   |
| 1 | 2      | Ferrari          | 73   |
| 1 | 3      | Lotus-Renault    | 60   |
|   | 4      | Mercedes         | 52   |
| 2 | 5      | McLaren-Mercedes | 14   |